# Безбожник (вестник)
Безбожник е антирелигиозен и атеистичен вестник, публикуван в Съветския съюз между 1922 и 1941 г. от Лигата на войнствените атеисти. Първият му брой е публикуван през декември 1922 г. с тираж от 15 000 екземпляра, а тиражът му достига цели 200 000 през 1932 г.
Между 1923 и 1931 г. излиза и друго списание от същата група, списание за работници на име Безбожник у Станка (Безбожникът на машината). От 1928 до 1932 г. излиза и списание за селяни Деревенский безбожник (Селски безбожник). През 1928 г. излиза един брой на списанието Безбожник за културную революцию (Безбожник за културната революция).

## История
Първоначално публикацията осмива всички религиозни вярвания като признак на невежество и суеверие, като същевременно заявява, че религията умира в официално атеистичния Съветски съюз, с доклади за затваряне на църкви, изгонени свещеници и игнорирани религиозни празници. Омразата към религията се корени в манифеста на Карл Маркс, който осмива и критикува религията. От средата на 20-те години на XX век съветското правителство вижда религията като икономическа заплаха за селячеството, което според него е потискано от духовенството.
Неговите основни мишени са били християнството и юдаизма, обвинявайки равините и свещениците в сътрудничество с буржоазията и други контрареволюционери. Равините биват обвинени в насърчаване на враждебност между евреи и езичници. Безбожник твърди, че някои равини на заплатата на царското правителство са помогнали за организирането на анти-еврейски погроми, като същевременно твърди, че подобни действия са били предизвикали подобни зверства в Англия, Южна Африка и други страни.
Свещениците са сравнени с паразити, които живеят от труда на селяните. В него се съобщава за свещеници, които, според списанието, са признали че са измамили селяни, и свещеници, за които се твърди, че са се отказали от професията си. Например, вестникът пуснал история за някой си Сергей Томилин, който искал 150 килограма пшеница и 21 метра бельо за всеки брак, който извърши, сключвайки над 30 брака само за няколко седмици и по този начин получавайки заплатата, която един учител би спечелил за 10 години.
Списанието критикува еврейския празник Пасха като насърчаващ прекомерното пиене, заради изискването за изпиване на четири чаши вино, докато пророк Илия бива обидно наречен алкохолик, който се „напивал като свиня“.
Писателят Михаил Булгаков посещава офисите на „Безбожник“ и получава комплект стари броеве. Той е шокиран от съдържанието им, не само от това, което той нарича „безгранично богохулство“, но и от твърденията на списанието, като например, че Исус Христос е мошеник и негодник. Булгаков каза, че това е „престъпление извън всякаква мярка“.

### Разпад и прекратяване
През 1932 г., когато съветската икономика се разхлабва от икономическото разместване, свързано с първия петгодишен план, Културната революция е спряна и съветското правителство въвежда по-лек подход към религията и други аспекти на съветския живот. Дестабилизиращите кампании в икономиката, образованието и социалните отношения са спрени и е направен ход към възстановяване на традиционните ценности. Безбожник започва да се отдалечава от първоначалната си тематика на антирелигиозност и атеизъм, и започва да публикува по-общи политически теми.
Членството в Лигата на войнствените безбожници, която се разширява по време на Културната революция, стигайки приблизително 5 милиона души, пада рязко до няколкостотин хиляди, което намалява тиража на вестника. Тиражът на вестника спада бързо в началото на 1932 г. и е напълно прекратен през 1935 г.
Лигата на войнстващите безбожници е закрита през 1941 г., по време на Втората световна война и нахлуването на Съветския съюз от нацистка Германия.

### Тираж
Вестникът „Безбожник“ излиза на 21 декември 1922 г. През първата година на публикуване тиражът на вестника възлиза на 15 000 копия на брой. Вестникът се разраства през първите години на Новата икономическа политика, достигайки границата от 100 000 през лятото на 1924 г. и надхвърляйки 200 000 копия година по-късно.
След този ранен връх последва спад, като тиражът на публикацията спада до 114 000 през октомври 1925 г. и намалява допълнително до 90 000 през есента на 1926 г. Този спад изглежда е продължавал през следващите месеци и официалният тираж вече не е публикуван на страниците на вестниците от октомври 1926 г. до първата половина на 1928 г., с тираж от около 60 000, според архивите.
С настъпването на Културната революция през 1929 г. „Безбожник“ отново е бенефициент на рекламиране от държавата, като тиражът рязко увеличава размера си до 400 000 през 1930 г. С преминаването към стабилизиране на нацията, вторият спад на тиража, започнал през 1932 г., е също толкова рязък. като изданието е прекратено през 1935 г.

## Безбожен Крокодил
Безбожный крокодил („Безбожен крокодил“) е сатирично списание. Излиза в Москва през 1924 – 1925 г. като безплатно сатирично приложение към вестник „Безбожник“. Главният редактор е Емелян Ярославски.
„Безбожний крокодил“ се появява за първи път на 13 януари 1924 г. на страници № 2 (55) на вестник „Безбожник“ като специална хумористична част на вестника. Секцията заема горните половини на четирите ленти, има клиширано заглавие, изпълнено с остри и злободневни фейлетони, басни, сатирични стихотворения и карикатури на антирелигиозна тематика. От 10 февруари 1924 г. с 5 (58) бройки на вестник „Безбожник“ „Безбожный крокодил“ се печатат на отделен вестникарски лист, който е специално оформен, за да може да се бъде сгънат в нормална тетрадка. Редакторите на „Безбожник“ канят своите читатели да изрежат листа, да го сгънат по съответния начин и да го зашият към своите тетрадки, вестници и др.. В този си вид „Безбожный крокодил“ придобил характер на самостоятелно сатирично издание, което има постоянна клиширана рубрика, пореден номер, дата на излизане, номерация на страниците, постоянните си отдели и рубрики и др.
Следващите 8 броя на хумористичното издание (№ 2 – 9) излизат ежеседмично от 10 февруари заедно с редовните броеве на вестник „Безбожник“. Издаването на специално сатирично допълнение допринася за още по-голямо увеличаване на популярността на вестника и неговите идеи сред масите и довежда до бързото нарастване на тиража. За два месеца тиражът на вестника и сатиричното му приложение нараства от 34 до 210 хиляди екземпляра.
Широката популярност на „Безбожния крокодил“ е била длъжна преди всичко на войнствения характер на антирелигиозната пропаганда. Популярността му е значително улеснена от факта, че редактиращите умело използват разнообразните средства на сатирата и хумора за целите на пропагандата. На страниците на списанието се разкриват машинациите на свещениците и църковниците, фанатизмът на сектантите и се води последователна борба за освобождаване на пролетариата от религиозния наркотик. С не по-малко безмилостен присмех са изразени недостатъците в местната антирелигиозна работа, толерантността на отделни партийни и съветски работници към свещеничеството, сектантството, магьосничеството, предразсъдъците и невежеството на част от народа и особено на селяните. Редовно са публикувани произведения, в които се разкрива контрареволюционната, реакционната роля на църквата, нейната връзка с експлоататорските класи и с капитала.
Редакторите са сатирици като Демян Бедни, А. Зорич, С. Городецки и други за сътрудничество в „Безбожный Крокодил“. М. Черемних отговаря за художествения отдел, чийто рисунки и карикатури са особено остри, изобретателни и обидни. Такива постоянни сатирични раздели и заглавия на списанието като „Вила на фланга“, „Зъбът на крокодила“, „Райок“, „Страница на читателите“, като правило, те се основават на материали от работнически селски кореспонденти.
От април 1924 г. списанието е официално е двуседмично. Такава последователност обаче не се поддържа от редакцията. Следващият брой на „Безбожный крокодил“ излиза едва на 27 април, а следващият – на 1 юни. Тези броеве вече нямали поредни номера, въпреки че са били съставени и отпечатани, както преди, на една вестникарска страница. След юнския брой на изданието, „Безбожный крокодил“ е преустановено за повече от година.

## Препратки
1. ↑  Salvatore Attardo. Encyclopedia of Humor Studies.   SAGE Publications, 18 March 2014. ISBN 978-1-4833-4617-5. с. 472. Посетен на 22 November 2014.
2. ↑  Milne (2004), p. 209
3. 1 2 3  Anna Shternshis, Soviet and Kosher: Jewish Popular Culture in the Soviet Union,1923-1939. Bloomington, IN: Indiana University Press, 2006, p. 150-155.
4. ↑  Dimitry V. Pospielovsky. A History of Soviet Atheism in Theory, and Practice, and the Believer, vol 1: A History of Marxist-Leninist Atheism and Soviet Anti-Religious Policies, St Martin's Press, New York (1987) p. 62.
5. ↑  Orthodox Encyclopedia / «Безбожник» / Т. 4, С. 444-445
6. 1 2 3  Daniel Peris, Storming the Heavens: The Soviet League of the Militant Godless Ones. Ithaca, NY: Cornell University Press, 1998; pp. 75-76.
7. ↑  Milne (2004), p. 128
8. ↑  Husband, "Godless Communists," pg. 159.
9. 1 2 3 4  Husband, "Godless Communists," pg. 160.
10. ↑  Steven Merritt Miner, Stalin's Holy War: Religion, Nationalism, and Alliance Politics, 1941-1945. Chapel Hill, NC: University of North Carolina Press, 2003; pg. 80.
11. ↑  William B. Husband, "Godless Communists": Atheism and Society in Soviet Russia, 1917-1932. DeKalb, IL: Northern Illinois University Press, 2000; pg. 60.
12. 1 2 3 4 5  Husband, "Godless Communists," pg. 61.
13. ↑  БЕЗБОЖНЫЙ КРОКОДИЛ. «Советская сатирическая печать 1917-1963» | Стыкалин Сергей Ильич | Кременская Инна Кирилловна //  litresp.ru.

- Безбожник / Православная энциклопедия / Т. 4, С. 444 – 445

## Допълнителна информация
- Уилям Б. Съпруг, „Безбожни комунисти“: Атеизъм и общество в Съветска Русия, 1917-1932. DeKalb, IL: Northern Illinois University Press, 2000.
- Lesley Milne, Reflective Laughter: Aspects of Humor in Russian Culture, Anthem Press, 2004.
- Даниел Перис, Щурм на небесата: Съветската лига на войнстващите безбожници. Итака, Ню Йорк: Cornell University Press, 1998 г.